# روژه ماتیس
روژه ماتیس (فرانسوی: Roger Mathis‎; ۴ آوریل ۱۹۲۱ – ۹ ژوئیهٔ ۲۰۱۵) بازیکن فوتبال اهل سوئیس بود.
وی عضو تیم ملی فوتبال سوئیس در جام جهانی فوتبال ۱۹۵۴ بوده‌است.